# گلن آلپاین، نیو ساوت ولز
گلن آلپاین (به انگلیسی: Glen Alpine) یک حومه شهر در استرالیا است که در نیو ساوت ولز واقع شده‌است.